# Estadio Obras Sanitarias
El Estadio Obras Sanitarias, conocido simplemente como Obras, es un recinto cubierto propiedad del club homónimo, ubicado en la ciudad de Buenos Aires, Argentina. Inaugurado en junio de 1978, se sitúa en la avenida del Libertador 7395, en el barrio de Núñez, y en él se realizan numerosos eventos deportivos y culturales. Su capacidad es de 4700 espectadores.
Además de oficiar como sede del club deportivo, es también considerado el «templo» del rock porteño. Allí se han presentado bandas y solistas internacionales como (en orden alfabético) 30 Seconds to Mars, Alanis Morissette, Avril Lavigne, B. B. King, Bad Religion, Barón Rojo, Beastie Boys, Biohazard, Cafe Tacvba, Cypress Hill, David Byrne, Dream Theater, Emerson, Lake & Palmer, Helloween, Héroes del Silencio, Ian Gillan, Iggy Pop, Iron Maiden, Gamma Ray, James Brown, James Taylor, Jethro Tull, Joe Satriani, Kiss, Kraftwerk, La Vela Puerca, Los Jaivas, Mägo de Oz, Ska-p, Megadeth, Motörhead, New Order, Nightwish, Ozzy Osbourne,  Pantera, Paralamas, Ramones, Red Hot Chili Peppers, Scorpions, Sepultura, Sex Pistols, Simple Minds, Slayer, Slipknot, Sonata Arctica, Stone Temple Pilots, Stratovarius, Tarja Turunen, The Cult, The Jesus and Mary Chain, The Mission, The Rasmus, The Police, Van Halen, Rick Wakeman, W.A.S.P. y Yes.
Para los artistas locales es todo un símbolo, ya que «llenar el Obras» es sinónimo de éxito. Se presentaron allí Attaque 77, Babasonicos, Cadena Perpetua, Pappo (como solista, y junto a sus bandas, Pappo's Blues y Riff), León Gieco, Pastoral, Andrés Calamaro, Celeste Carballo, Los Violadores, Charly García, Suéter, A.N.I.M.A.L.,  Callejeros, Los Piojos, Los Gardelitos, Serú Girán, Catupecu Machu,  Luis Alberto Spinetta, La Renga, Sandra Mihanovich, Los Fabulosos Cadillacs, Patricio Rey y sus Redonditos de Ricota, Almafuerte, Hermética, Rata Blanca, El Otro Yo, La 25, Massacre, Sumo, Fricción, Soda Stereo, Virus, Gustavo Cerati, Los Abuelos de la Nada, Fabiana Cantilo, La Bersuit, Divididos, Árbol, Airbag, Guasones, Pier, 2 Minutos, Alan Sutton y las criaturitas de la ansiedad, entre otros.
También han realizado recitales en el estadio artistas hispanoparlantes de distinto origen, como Alfredo Zitarrosa, Silvio Rodríguez y Pablo Milanés.
El 19 de abril de 1991, tocaban Patricio Rey y sus Redonditos de Ricota en este estadio. Ese día un grupo de policías detenían a jóvenes menores de edad. Entre ellos estaba Walter Bulacio, dónde fue llevado a la comisaría 35a dónde lo torturaron toda la noche. Falleció el 26 de abril de ese mismo año.
Entre 2006 y 2012 se denominó comercialmente Estadio Pepsi Music como parte de una campaña multinacional de mercadeo de esa empresa, por la que se auspiciaban festivales y conciertos de rock.
En el 2011 Obras vuelve a ser abierto por el ex guitarrista de Patricio Rey y Sus Redonditos de Ricota, ahora solista, Skay Beilinson haciendo su presentación el 27 de agosto de 2011.
Algunos recitales realizados en el estadio han quedado en la memoria del público, como el show de B.B. King en 1994 cuando invitó a Pappo a subir al escenario. Ciro Pertusi volvió a cantar con Attaque 77 en un recital en Obras, y Ozzy Osbourne se despidió allí de Latinoamérica con su tour “No More Tours II”.
El logro de poder presentarse en el escenario de Obras para los artistas nacionales de cualquier género es sinónimo de consagración.[¿según quién?]
En junio de 2018 el Estadio Obras, cumplió los 40 años, generando varias acciones como festejo del mismo. En él se presentaron El Kuelgue, Babasónicos, Monsta X, Abel Pintos, entre alguno de los shows, que se fueron desarrollando en el transcurso del año.

## Discos en vivo y shows

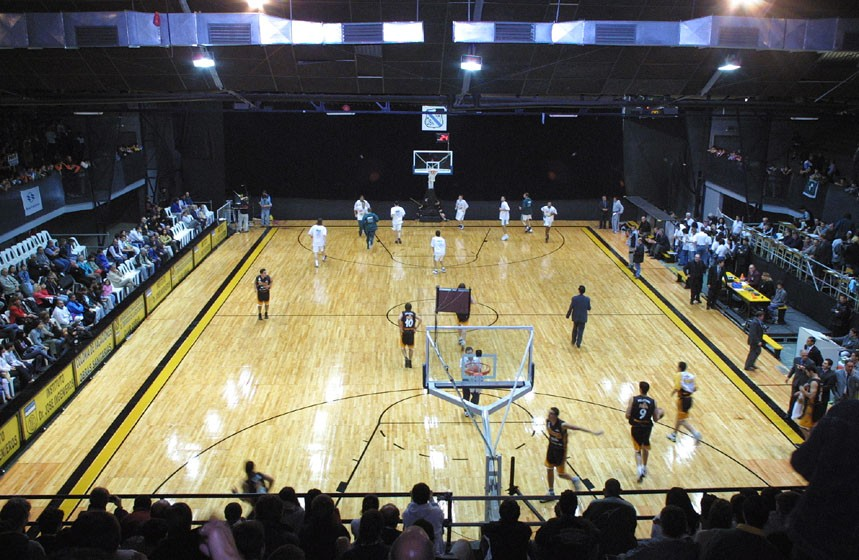
El Estadio Obras durante un partido de básquet.

Dada la importancia de este recinto para las bandas locales, muchos grupos grabaron allí discos en vivo o realizaron la presentación de los mismos, también realizaron shows emblemáticos para la banda. Algunos de ellos son:
1978
- Banda Spinetta: primera banda de rock que toca en Obras, presentando A 18' del sol el 9 de septiembre.
- Serú Girán: presentando su disco debut el 3 de noviembre.
- Vox Dei: presentando Gata de noche el 8 de diciembre.

1979
- Serú Girán: presentando La grasa de las capitales el 5 de agosto y regresando el 22 de diciembre
- Almendra: grabando Almendra en Obras I y II, que se lanzarían al año siguiente.

1980
- Nito Mestre y Los Desconocidos de Siempre con León Gieco como invitado, presentando Saltaba sobre las nubes el 19 de abril.
- Spinetta Jade con Emilio del Guercio y La Eléctrica Rioplatense como invitados, show debut de la nueva banda de Spinetta, presentándose el 3 de mayo.
- Serú Girán presenta Bicicleta el 6 y 7 de junio.
- Spinetta Jade y Serú Girán dan juntos 2 recitales el 12 y 13 de septiembre que pasarían a ser legendarios en la historia del rock de Argentina.
- The Police con el líder del trío Sting el 15 de diciembre
- Moris en un fugaz regreso desde España, presentando Mundo Moderno el 15 de noviembre.
- Almendra, reunión mediante, presentando El valle interior el 5 y 6 de diciembre.

1981
- Manal: Manal en Obras (1982) y Manal en vivo (1994).
- Moris: Las Obras de Moris, grabado el 21 de marzo.

1982
- Serú Girán: No llores por mí, Argentina, grabado el 5 y 6 de marzo.
- Sandra Mihanovich: La primera mujer en hacer un recital en Obras el 2 de octubre.

1983
- Riff: En acción, grabado en abril, donde se registraron violentos incidentes con más de 150 detenidos.[3]
- Alfredo Zitarrosa: Zitarrosa en Argentina, grabado los días 1, 2 y 3 de julio.
- Marilina Ross: 30 de julio.
- Celeste Carballo: presenta su primer disco Me vuelvo cada día más loca el 5 y 6 de agosto.
- Suéter: Suéter: La reserva moral de Occidente, 15 de julio.
- Pastoral: En vivo obras 1983

1984
- Silvio Rodríguez y Pablo Milanés: En vivo en Argentina

1985
- Riff: En vivo en Obras

1986
- Soda Stereo: Nada Personal en Obras
- Sumo: Sumo en Obras
- Virus: Virus Vivo I (1986) y Virus Vivo II (1997)

1987
- Soda Stereo presentando Signos
- La Torre, álbum En vivo (grabado el 16 de mayo)

1988
- Soda Stereo: Doble vida en Obras, video grabado el 3 de diciembre.[4]
- Halley en Obras,[5] 11 de junio con: Alakrán, JAF, Rata Blanca, y Vitiken.

1989
- Patricio Rey y sus Redonditos de Ricota: Estadio Obras Sanitarias (álbum pirata)

1990
- Los Violadores: En vivo y ruidoso, grabado el 18 de agosto.
- Alvacast: Volver a crecer, tema grabado en vivo en Estado Obras Sanitarias.
- Halley en Obras II,[6] 15 de septiembre con: Alakrán, Alvacast, JAF, Kamikaze, Lethal, y Rata Blanca.

1991
- The Ramones: 26, 27 y 28 de abril
- Attaque 77: Rabioso! La Pesadilla Recién Comienza, Grabado el 5 y 6 de octubre.
- Halley en Obras III,[7] 21 de diciembre con: Alakrán, Lethal, Panzer, y Riff.

1992
- Patricio Rey y sus Redonditos de Ricota: En directo
- Soda Stereo presentando Dynamo

1994
- Hermética: Lo último (editado en 1995)
- Megadeth: Youthanasia

1995
- La Renga: Bailando en una pata

1996
- Hermética: En concierto
- V8: Homenaje, grabado en el marco de una polémica reunión durante el Metal Rock Festival

1997
- Las Pelotas: La Clave del Éxito.

1998
- Cypress Hill: Sábado 28 de noviembre.

1999
- Caballeros de La Quema: En vivo
- 2 Minutos: Novedades
- Los Piojos: Ritual

2000
- El Otro Yo: Contagiándose La Energía Del Otro En Vivo En Obras

2001
- Almafuerte: En vivo, Obras 2001
- Los Fabulosos Cadillacs: Hola - Chau
- Catupecu Machu: Eso vive, grabado el 15 de diciembre.
- Attaque 77: Trapos, grabado entre 21 y 28 de abril.

2002
- Luis Alberto Spinetta: Argentina Sorgo Films presenta: Spinetta Obras
- Bersuit Vergarabat: De la cabeza con Bersuit Vergarabat

2003
- Rata Blanca: En vivo Estadio Obras, grabado el 26 de julio.

2004
- Callejeros: Obras 2004 En directo, grabado los días 30 y 31 de julio, editado en 2008.

2005
- Árbol: Miau!
- Andrés Calamaro: Made in Argentina 2005
- Los Ratones Paranoicos: Inyectado de Rock & Roll
- Megadeth: That One Night: Live in Buenos Aires
- Soledad Pastorutti: Diez años de Soledad - DVD grabado el 26 de noviembre

2006
- Cielo Razzo: Audiografía
- Gustavo Cerati: Gustavo Cerati: Ahí Vamos Tour
- Los Gardelitos: Ahora es nuestra la ciudad, grabado los días 23 y 24 de junio
- Pier: Alucinados como la primera vez

2007
- No Te Va Gustar:
- Cadena Perpetua: En vivo en Obras, grabado el 22 de junio.
- Guasones: El rock de mi vida
- Gustavo Cerati: Gira "Ahí Vamos"
- 2 Minutos: Gira "20 años no es nada"

2008
- Almafuerte: En vivo Obras, grabado el día 3 de mayo.
- Massacre: El Mamut.

2010
- Skay y los Fakires

2011
- Los Gardelitos
- Cielo Razzo
- Kapanga
- Rata blanca
- La 25
- Guasones
- Almafuerte

2016
- Airbag

2017
- La Beriso
- Massacre
- Die toten hosen
- Nagual
- Miguel Mateos
- Culture Club
- La 25
- The Wailers
- Eruca sativa
- Cadena Perpetua
- Bulldog
- Guasones
- The One
- Real Combat

2018
- Babasonicos
- Airbag
- Attaque 77
- Ozzy Osbourne
- El Kuelgue
- Monsta X
- Las Pastillas del Abuelo
- No Te Va Gustar